# David Cassel

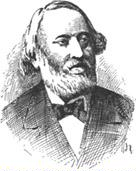
Immagine di David Cassel nella Jewish Encyclopedia

David Cassel (Głogów, 7 marzo 1818 – Berlino, 22 gennaio 1893) è stato uno storico e teologo tedesco, di origine ebraica.

## Biografia
Cassel nacque in Gross-Glogau, città della Silesia prussiana popolata da una numerosa comunità ebraica. Suo fratello era il missionario convertito al cristianesimo Paulus Stephanus Cassel (1821-1892).
Il nome di Cassel è intimamente legato ai fondatori della scienza ebraica in Germania: Leopold Zunz, Geiger, Steinschneider, Zechrias Frankel, fra gli altri. Senza dimenticare il suo interesse per la letteratura ebraica, fu importante l’influsso scientifico che ebbe durante gli anni di studio al ginnasio locale, nell’ambito di una comunità che diede i natali a studiosi quali Salomon Munk, Joseph Zedner, Michael Sachs e Heimann Arneim.
Terminato il ginnasio, si iscrisse all'Università di Berlino, dove assistette alle letture dell'orientalista Julius Heinrich Petermann, del filosofo Friedrich Adolf Trendelenburg, del filologo Philipp August Boeckh. Strinse relazioni amichevoli con Moritz Steinschneider, Heimann Jolowicz, Leser Landshuth e Paul de Lagarde. Provvide al proprio mantenimento  dando ripetizioni private, e, avendo sperimentato personalmente una condizione di povertà, divenne uno dei fondatori del Hilfsverein für jüdische Studierende, una società benefica a sostegno degli studenti poveri di Berlino, che risultava attiva negli anni 2000.
La carriera accademica di Cassel iniziò con la dissertazione di dottorato intitolata Die Psalmenuberschriften, che nel 1840 fu pubblicata a Lipsia dalla rivista Literatturblatt des Orients. Dopo aver ricevuto la licenza rabbinica nel 1843 da Jacob Joseph Oettinger e da Zecharias Frankel, ma non accettò mai di ricoprire la posizione di rabbino, sebbene avesse notevoli capacità oratorie, che risultano dall’opera Sabbath-Stunden zur Belehrung und Erbauung, pubblicata a Berlino nel 1868, una collezione di 52 omelie sul Pentateuco, concepite come letture per lo Shabbat ebraico da pronunciarsi in una scuola per ragazzi.
Nel 1846, Cassel divenne il direttore di un istituto educativo chiamato Dina-Nauen-Stift, posizione che ricoprì fino al 1879. Fra il 1850 e il 1851 insegnò religione alla Scuola Congregazionale delle Ragazze Ebraiche di Berlino, e, dal 1852 al 1867, alla scuola ebraica maschile. Dal 1862 al 1873 fu anche professore della Scuola Normale Ebraica.
Nel 1872, Cassel fu eletto docente del neocostituito ‘’Hochschule für die Wissenschaft des Judentums' di Berlino.
Cassel fu il redattore di tutti gli articoli inerenti al giudaismo e alla letteratura ebraica pubblicati nell'enciclopedia Meyers Konversations-Lexikon. Collaborò con la  Society of Hebrew Literature of London. Da giovane concepì il progetto di un'enciclopedia universale del giudaismo, delineata in Plan der Real-Encyclopädie des Judenthums con la collaborazione di Moritz Steinschneider (Krotoschin, 1844). Sebbene inseguita per vari anni, l'opera non riuscì mai a concretizzarsi.
Cassel morì a Berlino il 22 gennaio 1893.